# Juan Landaida
Juan Manuel Landaida (Corrientes, 15 settembre 1976) è un allenatore di calcio ed ex calciatore argentino, di ruolo difensore.

## Carriera

### Calciatore
Ha giocato per tre stagioni nella massima serie uruguaiana con il Liverpool Montevideo, per poi trasferirsi in Italia per militare varie stagioni fra la Serie B (44 presenze e due reti fra i cadetti con le maglie di Venezia e Triestina) e la Serie C2. Chiude la carriera agonistica con sei stagioni al Benevento, costretto a ritirarsi dopo un brutto infortunio al legamento.

### Allenatore
Dal 20 aprile 2015 assume, in coppia con Daniele Cinelli, la guida tecnica del Benevento, militante nel girone C della Lega Pro, in sostituzione dell'esonerato Fabio Brini.

## Palmarès

### Club

#### Competizioni nazionali
- Serie C2: 1

Benevento: 2007-2008